# Acta Botanica Brasilica
Acta Botanica Brasilica é um periódico científico editado pela Sociedade Botânica do Brasil (SBB).
Criada em 1987, publica artigos originais sobre todos os aspectos da biologia vegetal (incluindo algas) e biologia de fungos. O manuscrito submetido (todo ou em partes) não deve ter sido publicado anteriormente ou estar sob consideração para publicação em outro periódico. As contribuições devem ser substanciais, escritas em inglês e demonstrar interesse geral. Os manuscritos que relatam aspectos de interesse local são desencorajados, a menos que as implicações dos dados sejam de grande alcance. Manuscritos com temas agronômicos devem incluir volume substancial de dados básicos da biologia vegetal.
A abreviatura de seu título é Acta bot. bras., que é a forma correta a ser utilizada em referências bibliográficas. Ela é disponibilizada gratuitamente através do seu site.